# Holden Efijy
Der Holden Efijy ist ein Prototyp, der von Holden in Australien entworfen wurde. Er ist eine Reminiszenz an den Holden FJ, das zweite von Holden je gebaute Auto. Seit seiner Vorstellung auf der Australian International Motor Show 2005 gewann der Efijy verschiedene Preise, zum Beispiel wurde er als „Konzeptfahrzeug des Jahres 2007“ ausgezeichnet.
Der Efijy ist mit einem V8-Motor mit Roots-Kompressor ausgestattet, der aus 6,0 Litern Hubraum 480 kW (653 PS) schöpft.
Besonderheiten sind seine Luftfederung, die das Auto bei Stillstand absenkt, sowie ein Multifunktionsdisplay, das sich in das Armaturenbrett einfügt.